# Андрій Лукас
Андрій Лукас (укр. Андрій Лукас, ім'я при народженні Андрій Іванович Лукаш; нар. 1963) — український фотограф і фотохудожник, член Клубу фотохудожників України [Архівовано 7 серпня 2018 у Wayback Machine.].

## Біографія
Народився 26 листопада 1963 року в місті Нікополі, Україна. Творчий псевдонім Лукас — похідне від його прізвища. Любов до фотографії, за словами Андрія, народилася у нього ще до появи першого фотоапарата. Працює переважно у жанрі Ню/еротика. Його роботи відрізняються публічним епатажем, неординарністю, індивідуальним стилем і одночасно простотою виконання. За короткий термін вони здобули широку популярність не тільки на інтернет-рейтингах але і на сторінках журналів. Одні з перших фото-робіт датується 2008 роком.
Популярність фотографа підтверджується друком в журналах Art Photo Akt Germany [Архівовано 9 березня 2021 у Wayback Machine.], NORMAL France [Архівовано 23 січня 2019 у Wayback Machine.], VOLO-magazine (USA). Автор виставок в Музеї еротичного мистецтва в Ейлаті (Ізраїль) [Архівовано 23 січня 2019 у Wayback Machine.][1]. і в Московському Музеї Еротики (Росія).
У 2011 році став переможцем конкурсу еротичного чоловічого журналу Playboy Photo Awards [Архівовано 23 травня 2012 у Wayback Machine.].